# (16513) Vasks
(16513) Vasks ist ein Asteroid des Hauptgürtels, der am 15. November 1990 vom belgischen Astronom Eric Walter Elst am La-Silla-Observatorium (IAU-Code 809) in Chile entdeckt wurde.
Der Himmelskörper wurde am 13. Juni 2006 nach dem lettischen Komponisten Pēteris Vasks (* 1946) benannt, der zu den bekanntesten Komponisten aus den Staaten der ehemaligen Sowjetunion zählt und 2001 in die Königlich Schwedische Musikakademie aufgenommen.